# Colonfay
Colonfay é uma comuna francesa na região administrativa de Altos da França, no departamento de Aisne. Estende-se por uma área de 3,29 km². Em 2010 a comuna tinha 80 habitantes (densidade: 24,3 hab./km²).